# Oecanthus nanus
Oecanthus nanus är en insektsart som beskrevs av Walker, T.J. 1967. Oecanthus nanus ingår i släktet Oecanthus och familjen syrsor. Inga underarter finns listade i Catalogue of Life.